# Master of Light
Master of Light är det tyska power metal-bandet Freedom Calls nionde studioalbum. Det släpptes i november 2016 av skivbolaget Steamhammer.
Bandet spelade in en musikvideo till låten "Metal is for Everyone" med videoklipp på sina fans där de sjunger med i gruppens musik.

## Låtlista
1. "Metal is for Everyone" – 4:52
2. "Hammer of the Gods" – 3:11
3. "A World Beyond" – 5:54
4. "Masters of Light" – 5:29
5. "Kings Rise and Fall" – 4:02
6. "Cradle of Angels" – 5:03
7. "Emerald Skies" – 3:39
8. "Hail the Legend" – 3:58
9. "Ghost Ballet" – 3:07
10. "Rock the Nation" – 3:11
11. "Riders in the Sky" – 4:15
12. "High Up" – 3:03

## Medverkande
Musiker
- Chris Bay – sång, gitarr
- Lars Rettkowitz – gitarr
- Ilker Ersin – basgitarr
- Ramy Ali – trummor

Bidragande musiker
- Oliver Hartmann - körsång
- Daniel Haag - körsång
- Chris Stark - körsång
- Felix Piccu - körsång
- Tobias Heindl - fiol

Produktion
- Chris Bay – producent, ljudtekniker
- Stephan Ernst – producent, ljudtekniker, mixning, mastering
- Mischa Dorschner - foto, omslagskonst, design